# 圖爾米
圖爾米（Turmi）是埃塞俄比亞西南部南方各族州南奧莫地區的市集小鎮，座標4°58′N 36°29′E / 4.967°N 36.483°E，海拔925米。根據埃塞俄比亞中央統計局2005年的人口普查資料，圖爾米總人口約有1,087人，其中男性576人，女性511人。